# Hydrocotyle palmata
Hydrocotyle palmata är en växtart i släktet Hydrocotyle och familjen araliaväxter.
Arten förekommer i Ecuador och Peru. Den beskrevs av Mildred Esther Mathias 1936.